# كالفين هوفمان
كالفين هوفمان (بالإنجليزية: Calvin Hoffman)‏ هو مؤرخ ومترجم وصحفي وشاعر أمريكي، ولد في 1 نوفمبر 1914، وتوفي في 1987.

## وصلات خارجية
- كالفين هوفمان على موقع IMDb (الإنجليزية)